# Omkarananda Saraswati
Swami Omkarananda Saraswati, (Haiderabad, India, 25 december 1929 - Langen bei Bregenz, Oostenrijk, 4 januari 2000) was een leider van de Divine Life Society en een leerling van Swami Sivananda, die de Divine Life Society oprichtte.
Swami Omkarananda richtte verschillende vestigingen van de Divine Life Society op, waaronder de Zwitserse in Winterthur in 1967, die in Rishikesh, India, in 1982 en de Oostenrijkse in Langen bei Bregenz in 1986.
In mei 1979 werd Omkarananda door het hoogste federale Zwitserse gerechtshof veroordeeld tot 14 jaar gevangenisstraf. Hem en enkele van zijn aanhangers werden onder andere aanslagen op het leven van vermeende tegenstanders van de Divine Life Society ten laste gelegd.